# Etilefrin
Etilefrin ist ein Arzneistoff, der bei Kreislaufstörungen eingesetzt wird, die mit niedrigem Blutdruck (Hypotonie), Schwindel, unerklärbarer Müdigkeit, Schwäche, Flimmern und Schwarzwerden vor den Augen einhergehen. Etilefrin wird als Enantiomerengemisch (Racemat) in Form des Hydrochlorids eingesetzt.

## Wirkmechanismus
Die Substanz ist ein direktes (unmittelbares) Sympathomimetikum mit α- und β-sympathomimetischer Wirkung. Durch die α-adrenerge Wirkung auf die α-Adrenozeptoren an den Blutgefäßen kommt es zu einer Vasokonstriktion und somit zu einer mehrere Stunden anhaltenden Blutdrucksteigerung. Da gleichzeitig eine β-adrenerge Wirkung besteht, die durch den Einfluss auf die β-Adrenozeptoren des Herzens entsteht, kommt es ebenfalls zu einer Steigerung der Schlagfrequenz (Puls) und der Schlagstärke (Inotropie) des Herzens. Die Halbwertszeit (Elimination) beträgt etwa 2 Stunden.

## Nebenwirkungen (Auswahl)
- Herzklopfen
- ventrikuläre Herzrhythmusstörungen
- Angina-pectoris-artige Beschwerden
- Miktionsstörungen durch Stimulation des Blasensphinkters (Störungen bei Entleerung der Harnblase)
- Unruhe
- verstärktes Schwitzen
- Schlaflosigkeit

## Kontraindikationen (Auswahl)
- Hyperthyreose (krankhafte Überfunktion der Schilddrüse)
- Phäochromozytom (Tumor, der Noradrenalin, Adrenalin und Metanephrine produziert)
- benigne Prostatahyperplasie mit Restharnbildung (gutartige Vergrößerung der Prostata)
- Herzrhythmusstörung
- Klappenstenosen (Verengung der Herzklappen)
- Kardiomyopathie (Erkrankungen des Herzmuskels)

## Doping
Etilefrin ist in der Liste der World Anti-Doping Agency (WADA) als Stimulans aufgeführt, das während sportlicher Wettkämpfe verboten ist.

## Handelsnamen
Monopräparate
Bioflutin (D), Effortil (D, A, CH), Pholdyston (D), Thomasin (D), Etil (D), Etilefrin (D)
Kombinationspräparate
Etilefrin in Kombination mit Dihydroergotamin in flüssiger Form als Effortil plus (CH) (ausser Handel)